# Historia total
La Historia total es la pretensión de realizar un enfoque historiográfico holístico, semejante a la Historia de las Civilizaciones de Fernand Braudel y la escuela de Annales, que insista en la superación de la historia evenemencial o de los acontecimientos e incluya la historia económica y social poniendo el protagonismo de la historia en la humanidad entera.
El concepto puede atribuirse a Pierre Vilar, que lo expuso en la Primera Conferencia Internacional de Historia Económica, dentro del Congreso Internacional de Ciencias Históricas de 1960 en Estocolmo.

La especial vinculación del gran hispanista con la historiografía española, lo hizo muy bien recibido en España, especialmente por Josep Fontana.